# David James
David James vagy David Benjamin James (Welwyn Garden City, 1970. augusztus 1. –) angol labdarúgó, kapus.
573 meccsen játszott a Premier League-ben, ezzel ő lépett legtöbbször pályára az első osztályban.

## Pályafutása

### Watford
James 1986-ban került a Watford-hoz. Először 1989-ben játszott a felnőtt csapatban. Fiatal játékosként hozzásegítette csapatát az FA Youth Cup győzelemhez. A bajnokságban 1990. augusztus 25-én debütált a Millwall ellen a Vicarage Road-on. Teljesítménye eredményeképp meghívást kapott az angol U21-es válogatottba az ír U21-es válogatott ellen. A mérkőzésen nem kapott gólt, Anglia 3–0-ra győzött. Ezután állandó játékosa lett az U21-es válogatottnak, összesen 10 mérkőzésen védett. A Watford-ban 98-szor lépett pályára, mielőtt 1992. július 6-án a Liverpoolhoz igazolt 1 millió fontért.
Az 1990–91-es szezonban az Év játékosává választották a klubnál, miután mind a 46 bajnokin védett, és szerepe volt abban is, hogy a Watford ne essen ki a szezon végén. 2008-ban a Watford Hall of Fame tagja lett a klubnak tett szolgálatai miatt.

### Liverpool
James 1992. augusztus 16-án debütált a Liverpoolban a Premier League-ben a Nottingham Forest ellen a City Ground-on.[forrás?] A Nottingham győzött 1–0-ra, James Teddy Sheringham lövését nem tudta hárítani.[forrás?] A következő szezonban azonban 11 mérkőzésen 20 gólt engedett be, ezek után Graeme Souness edző a veterán Bruce Grobbelaar-t részesítette előnyben a kapusposzton.[forrás?] James 1993. január 31-én játszott ismét a csapatban és nem kapott gólt; az Arsenal-t győzte le a Liverpool 1–0-ra a Highbury-ben. James a találkozón Paul Merson büntetőjét is kivédte.[forrás?]
Souness-t Roy Evans követte az edzői poszton, akinél James már első számú kapus lett, és egészen a hírnévig emelkedett Steve McManaman-nal és Robbie Fowler-rel együtt. Hamarosan "Spice Boys"-ként emlegették őket.[forrás?] Ezt a becenevet főleg azok használták, akik azt állították, hogy a csapat a 90-es évek alatt inkább a szórakozásra koncentrált a győzelmek helyett.[forrás?]
1995-ben elhódították a Ligakupát, miután a Wembley Stadionban a Bolton Wanderers-t győzték le 2–1-re.[forrás?]
Az amerikai kapus, Brad Friedel érkezésével helye egyre bizonytalanabbá vált a klubnál. 1999. június 23-án, 277 mérkőzés után végül elhagyta a Liverpoolt, és az Aston Villához csatlakozott 1.8 millió fontért.

### Aston Villa
James 1999. augusztus 7-én mutatkozott be az Aston Villában a Newcastle United ellen a bajnokság nyitómérkőzésén.[forrás?] Új csapata 1–0-ra győzött.[forrás?] 2000-ben az FA-kupa elődöntőjének hőse lett, miután a Bolton Wanderers ellen büntetőket védett ki, azonban a döntőben a Chelsea győztes góljánál nagyot hibázott.[forrás?] Ez volt az utolsó döntő, amit a régi Wembley stadionban rendeztek.[forrás?]
Csupán két év után, ami alatt 85-ször lépett pályára a Villában, a West Ham United-hez igazolt 3.5 millió fontért 2001. július 11-én, és  négyéves szerződést írt alá a klubnál.

### West Ham United
James átigazolása után pár hónapig térdsérülés miatt nem játszhatott új klubjában. 2001. november 24-én debütált a Tottenham Hotspur ellen. 102 West Ham mérkőzés után ismét klubot váltott, 2004. január 14-én az élvonalbeli Manchester City-hez igazolt. A csapatnál a David Seaman-t váltotta.

### Manchester City
2004. január 17-én mutatkozott be a Manchester Cityben, első mérkőzésén 1-1-es döntetlent ért el a csapat a Blackburn Rovers ellen. A 2004-05-ös szezon elején, amikor a Middlesbrough csapatát kellett megverniük azért, hogy az UEFA-kupába kerülhessenek, 1-1-es állásnál, öt perccel a lefújás előtt Stuart Pearce Weaver kapust hozta be, James pedig a mezőnybe került.[forrás?] A szokatlan taktika majdnem bevált, azonban Fowler tizenegyesét Schwartzer kapus hárította, a City pedig lemaradt az európai kupaszereplésről. 2006 augusztusában megegyezett a Portsmouth csapatával, az átigazolás oka a játékos Londonban tartózkodó családja volt. A Manchester City 1.2 millió fontért cserébe vált meg tőle.

### Portsmouth
A csapathoz két évre írt alá, első öt mérkőzésén nem kapott gólt. 2007 áprilisában 142. találkozóját tudta le kapott gól nélkül, ezzel pedig megdöntötte David Seaman rekordját. A 2006-07-es szezon végén a Portsmouth Év Játékosa díjat is megkapta. 2008 januárjában ő lett a harmadik játékos, aki 500 mérkőzésen is pályára lépett. 2007 nyarán egy évet hosszabbított, így a 2008-09-es idény végéig a csapatnál maradt. A 2008-as FA-kupa-győzelemmel megnyerte karrierje második nagy trófeáját, 2008. november 8-án pedig lejátszotta 100. Portsmouth-mérkőzését. 2009. február 14-én megdöntötte Gary Speed rekordját, és 536 meccsével ő lett a Premier League-ben legtöbbször pályára lépő játékos. 2009 áprilisában a Times Online a Portsmouth történelmének 15. legjobb játékosának választotta. A szerződése 2009-10-es lejártával nem hosszabbította azt meg, és szabadúszóvá, klub nélkülivé vált.

### Bristol City
James egyéves szerződést írt alá a Championshipben szereplő Bristollal. Debütálására 2010. augusztus 7-én került sor. 2011. február 11-én, 850. mérkőzését követően bejelentette, hogy 2012 júniusáig meghosszabbítja szerződését. 2012 márciusában lejátszotta 900. mérkőzését klubcsapatban. 2012 márciusában elhagyta a Bristolt, és júliusban az Exeter Citynél kezdte meg az edzéseket.

### Bournemouth
2012 szeptemberében egyéves szerződést kötött a Bournemouth csapatával, azonban 2013 márciusában, közös megegyezéssel, 19 mérkőzéssel a háta mögött távozott.

### ÍBV Vestmannaeyjar
2013 áprilisában írt alá az izlandi csapattal, mely 2013 végéig szólt. A klubnál egyszerre volt játékos és kapusedző, a menedzser a Portsmouthból ismert Hermann Hreiðarsson volt. A csapat hatodikként zárta az évet, James pedig bejelentette visszavonulását.

### Kerala Blasters
Játékosedzőként 2014-ben szerződést kötött az indiai Kerala Blasters FC-vel, a klub másodikként zárta az idényt, James pedig végleg visszavonult a labdarúgástól.

### Válogatott
James Watford-os évei alatt játszott az angol U21-es válogatottban.[forrás?] A felnőtt válogatottban Glenn Hoddle szövetségi kapitánynál debütált egy barátságos mérkőzésen Mexikó ellen 1997. március 29-én a Liverpool játékosaként.[forrás?] A találkozót Anglia nyerte 2–0-ra Teddy Sheringham és James csapattársa, Robbie Fowler góljaival.[forrás?]
Éveken át James második számú kapusként játszott a válogatottban David Seaman után, mikor azonban Seaman 2002-ben egy Macedónia elleni mérkőzésen hibázott, James lépett elő első számú kapusnak. Helyét még azután is megőrizte, mikor csapata, a West Ham United 2003-ban kiesett az élvonalból. Ezzel ő lett az egyetlen olyan játékos, aki válogatott mérkőzésen vett részt és nem élvonalbeli csapat játékosa volt.[forrás?] Előtte 1999-ben Michael Gray, majd 2007-ben David Nugent játszott másodosztályú klub tagjaként válogatott mérkőzésen.
James Anglia minden mérkőzésén játszott a 2004-es Európa-bajnokságon, azonban elvesztette helyét a válogatottban a Tottenham Hotspur kapusával, Paul Robinsonnal szemben, miután Ausztria ellen hibázott egy világbajnoki selejtezőn 2004 szeptemberében.[forrás?] James ezután egészen 2008. február 6-áig egy Svájc elleni mérkőzésig ismét csak második számú kapusként tevékenykedett a válogatottban.[forrás?]
James a félidőben lépett pályára csereként Dánia ellen 2005. augusztus 17-én egy nyári barátságos mérkőzésen, és négy gólt is beengedett. Anglia 4–1-re veszítette el a találkozót, ez volt a Háromoroszlánosok legsúlyosabb veresége 25 év alatt.[forrás?] Ennek ellenére James továbbra is a válogatott tagja maradt, és Robinson után második számú kapusként vett részt a 2006-os világbajnokságon Németországban, habár egy mérkőzésen sem védett.[forrás?]
Egy remek szezon után a Portsmouth-ban az angol szövetségi kapitány, Steve McClaren behívta a Németország elleni barátságos mérkőzés angol keretébe. A mérkőzést az új Wembley stadionban tartották 2007. augusztus 22-én.[forrás?] James a teljes második félidőben játszott miután Robinson két német gólt is beengedett, és lecserélték. James nem kapott gólt, de Anglia 2–1-re veszített. Ő lett az első Portsmouth játékos Mark Hateley (1984) óta. aki játszott a felnőtt válogatottban. Ennek ellenére McClaren 2007. november 21-én, a Horvátország elleni létfontosságú 2008-as Európa-bajnoki selejtezőn a tapasztalatlan Scott Carson-t részesítette előnyben James helyett.[forrás?] Carson hibái 3–2-es horvát sikert eredményeztek, Anglia így nem jutott ki a Európa-bajnokságra, McClaren pedig elvesztette állását a válogatottnál.
2008. január 31-én James meghívást kapott az új szövetségi kapitánytól, Fabio Capello-tól a válogatottba, és első számú kapusként védett a Svájc elleni barátságos mérkőzésen.[forrás?] Két hónappal később ő védett a Franciaország és az USA elleni barátságos mérkőzéseken is. Június 1-jén Trinidad és Tobago ellen a 8. percben hibázott, azonban válogatottja 3–0-ra nyerte a találkozót.[forrás?]

## Sikerei, díjai
- FA Youth Cup: 1989
- Angol ligakupa: 1995
- FA-kupa: 2008
  - Ezüstérmes: 1996, 2000